# Ensaio de sedimentação

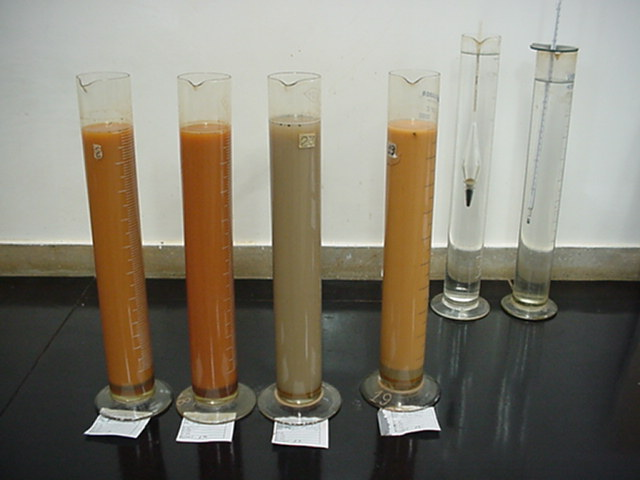
Amostras de solos dispersas em água destilada e colocadas em repouso para sedimentar em provetas com capacidade para 1.000 ml.

O ensaio de sedimentação é utilizado para determinar a granulometria de solos compostos de materiais finos, como as argilas. É um ensaio de caracterização, que juntamente com o ensaio de peneiramento compõem a Análise Granulométrica dos solos.
A determinação da granulometria do solo, no ensaio de sedimentação, é baseada na Lei de Stokes.  Essa lei relaciona o tamanho da partícula com a velocidade com que ela sedimenta em um meio líquido. Dessa forma, quanto maior a partícula, mais rapidamente ela irá se depositar no fundo da proveta de ensaio.